# Kingdom Kome Cuts
Kingdom Kome Cuts (KKC) ist ein Independent-Label für House, Electro und Minimal.
Gründer und Geschäftsführer ist Oliver Goedicke (bekannt als D.O.N.S. DJ und Produzent der gelungenen Neuauflage von Pump Up the Jam von Technotronic sowie "The Nighttrain"). 2005 entstand Kingdom Kome Gold, das Label steht für light Vocal House-Sound. Kingdom Kome Cuts öffnete sich kurze Zeit später für club-orientierten Elektro-Sound, der auf Kingdom Kome Black erscheint. Im September 2008 wurde mit der Veröffentlichung "Pixel" Genetik & Martinez ein weiteres Sublabel bekannt gegeben; Kingdom Kome Silver, auf dem fortan Minimal Sound erscheinen wird.

## Künstler (Auszug)
- D.O.N.S.
- Brown Sneakers
- Lissat & Voltaxx (Jens Lissat - Interactive)
- DJ Antoine Clamaran
- Sami Dee & Freddy Jones vs. Crystal Waters
- John Morley
- Sebastien Léger
- Italian Noferini
- Two Electro
- DBN
- Niki Belucci
- Louis Osborne
- John Dahlbäck